# 2006-os Le Mans-i 24 órás verseny
A 74. Le Mans-i 24 órás versenyt 2006. június 17. és június 18. között rendezték meg.

## Végeredmény
| Helyezés   | Kategória | #   | Csapat                                                      | Versenyző                                               | Modell                          | Gumi | Körök |
| Helyezés   | Kategória | #   | Csapat                                                      | Versenyző                                               | Motor                           | Gumi | Körök |
| ---------- | --------- | --- | ----------------------------------------------------------- | ------------------------------------------------------- | ------------------------------- | ---- | ----- |
| 1          | LMP1      | 8   | Audi Sport Team Joest                                       | Frank Biela Marco Werner Emanuele Pirro                 | Audi R10 TDI                    | M    | 380   |
| 1          | LMP1      | 8   | Audi Sport Team Joest                                       | Frank Biela Marco Werner Emanuele Pirro                 | Audi TDI 5.5L Turbo V12 (Dízel) | M    | 380   |
| 2          | LMP1      | 17  | Pescarolo Sport                                             | Sébastien Loeb Eric Hélary Franck Montagny              | Pescarolo C60 Hybrid            | M    | 376   |
| 2          | LMP1      | 17  | Pescarolo Sport                                             | Sébastien Loeb Eric Hélary Franck Montagny              | Judd GV5 S2 5.0L V10            | M    | 376   |
| 3          | LMP1      | 7   | Audi Sport Team Joest                                       | Rinaldo Capello Tom Kristensen Allan McNish             | Audi R10 TDI                    | M    | 367   |
| 3          | LMP1      | 7   | Audi Sport Team Joest                                       | Rinaldo Capello Tom Kristensen Allan McNish             | Audi TDI 5.5L Turbo V12 (Dízel) | M    | 367   |
| 4          | GT1       | 64  | Corvette Racing                                             | Oliver Gavin Olivier Beretta Jan Magnussen              | Chevrolet Corvette C6.R         | M    | 355   |
| 4          | GT1       | 64  | Corvette Racing                                             | Oliver Gavin Olivier Beretta Jan Magnussen              | Chevrolet LS7R 7.0L V8          | M    | 355   |
| 5          | LMP1      | 16  | Pescarolo Sport                                             | Emmanuel Collard Érik Comas Nicolas Minassian           | Pescarolo C60 Hybrid            | M    | 352   |
| 5          | LMP1      | 16  | Pescarolo Sport                                             | Emmanuel Collard Érik Comas Nicolas Minassian           | Judd GV5 S2 5.0L V10            | M    | 352   |
| 6          | GT1       | 007 | Aston Martin Racing                                         | Tomáš Enge Darren Turner Andrea Piccini                 | Aston Martin DBR9               | M    | 350   |
| 6          | GT1       | 007 | Aston Martin Racing                                         | Tomáš Enge Darren Turner Andrea Piccini                 | Aston Martin 6.0L V12           | M    | 350   |
| 7          | GT1       | 72  | Luc Alphand Aventures                                       | Luc Alphand Patrice Goueslard Jerôme Policand           | Chevrolet Corvette C5-R         | M    | 346   |
| 7          | GT1       | 72  | Luc Alphand Aventures                                       | Luc Alphand Patrice Goueslard Jerôme Policand           | Chevrolet LS7R 7.0L V8          | M    | 346   |
| 8          | LMP2      | 25  | Ray Mallock Ltd. (RML)                                      | Mike Newton Thomas Erdos Andy Wallace                   | MG-Lola EX264                   | M    | 343   |
| 8          | LMP2      | 25  | Ray Mallock Ltd. (RML)                                      | Mike Newton Thomas Erdos Andy Wallace                   | AER P07 2.0L Turbo I4           | M    | 343   |
| 9          | GT1       | 62  | Russian Age Racing Team Modena                              | Antonio García David Brabham Nelson Piquet Jr.          | Aston Martin DBR9               | M    | 343   |
| 9          | GT1       | 62  | Russian Age Racing Team Modena                              | Antonio García David Brabham Nelson Piquet Jr.          | Aston Martin 6.0L V12           | M    | 343   |
| 10         | GT1       | 009 | Aston Martin Racing                                         | Pedro Lamy Stéphane Sarrazin Stéphane Ortelli           | Aston Martin DBR9               | M    | 342   |
| 10         | GT1       | 009 | Aston Martin Racing                                         | Pedro Lamy Stéphane Sarrazin Stéphane Ortelli           | Aston Martin 6.0L V12           | M    | 342   |
| 11         | GT1       | 66  | ACEMCO Motorsports                                          | Johnny Mowlem Terry Borcheller Christian Fittipaldi     | Saleen S7-R                     | M    | 337   |
| 11         | GT1       | 66  | ACEMCO Motorsports                                          | Johnny Mowlem Terry Borcheller Christian Fittipaldi     | Ford 7.0L V8                    | M    | 337   |
| 12         | GT1       | 63  | Corvette Racing                                             | Ron Fellows Johnny O'Connell Max Papis                  | Chevrolet Corvette C6.R         | M    | 327   |
| 12         | GT1       | 63  | Corvette Racing                                             | Ron Fellows Johnny O'Connell Max Papis                  | Chevrolet LS7R 7.0L V8          | M    | 327   |
| 13         | LMP2      | 24  | Binnie Motorsports                                          | William Binnie Yojiro Terada Allen Timpany              | Lola B05/42                     | M    | 326   |
| 13         | LMP2      | 24  | Binnie Motorsports                                          | William Binnie Yojiro Terada Allen Timpany              | Zytek ZG348 3.4L V8             | M    | 326   |
| 14         | LMP2      | 27  | Miracle Motorsports                                         | Andy Lally John Macaluso Ian James                      | Courage C65                     | K    | 324   |
| 14         | LMP2      | 27  | Miracle Motorsports                                         | Andy Lally John Macaluso Ian James                      | AER P07 2.0L Turbo I4           | K    | 324   |
| 15         | GT2       | 81  | Team LNT                                                    | Lawrence Tomlinson Tom Kimber-Smith Richard Dean        | Panoz Esperante GT-LM           | P    | 321   |
| 15         | GT2       | 81  | Team LNT                                                    | Lawrence Tomlinson Tom Kimber-Smith Richard Dean        | Ford (Élan) 5.0L V8             | P    | 321   |
| 16         | GT2       | 83  | Seikel Motorsport Farnbacher Racing                         | Lars-Erik Nielsen Pierre Ehret Dominik Farnbacher       | Porsche 911 GT3-RS              | Y    | 320   |
| 16         | GT2       | 83  | Seikel Motorsport Farnbacher Racing                         | Lars-Erik Nielsen Pierre Ehret Dominik Farnbacher       | Porsche 3.6L Flat-6             | Y    | 320   |
| 17         | GT2       | 87  | Scuderia Ecosse                                             | Andrew Kirkaldy Chris Niarchos Tim Mullen               | Ferrari F430GT                  | M    | 311   |
| 17         | GT2       | 87  | Scuderia Ecosse                                             | Andrew Kirkaldy Chris Niarchos Tim Mullen               | Ferrari F136 4.0L V8            | M    | 311   |
| 18         | GT2       | 80  | Flying Lizard Motorsports                                   | Johannes van Overbeek Patrick Long Seth Neiman          | Porsche 911 GT3-RSR             | M    | 309   |
| 18         | GT2       | 80  | Flying Lizard Motorsports                                   | Johannes van Overbeek Patrick Long Seth Neiman          | Porsche 3.6L Flat-6             | M    | 309   |
| 19         | LMP2      | 33  | Intersport Racing                                           | Clint Field Liz Halliday Duncan Dayton                  | Lola B05/40                     | G    | 297   |
| 19         | LMP2      | 33  | Intersport Racing                                           | Clint Field Liz Halliday Duncan Dayton                  | AER P07 2.0L Turbo I4           | G    | 297   |
| 20         | LMP2      | 22  | Rollcentre Racing                                           | Martin Short João Barbosa Stuart Moseley                | Radical SR9                     | D    | 294   |
| 20         | LMP2      | 22  | Rollcentre Racing                                           | Martin Short João Barbosa Stuart Moseley                | Judd XV675 3.4L V8              | D    | 294   |
| 21         | LMP2      | 32  | Barazi-Epsilon                                              | Juan Barazi Michael Vergers Neil Cunningham             | Courage C65                     | M    | 294   |
| 21         | LMP2      | 32  | Barazi-Epsilon                                              | Juan Barazi Michael Vergers Neil Cunningham             | AER P07 2.0L Turbo I4           | M    | 294   |
| 22         | GT2       | 93  | Team Taisan Advan                                           | Kazuyuki Nishizawa Shinichi Yamaji Philip Collin        | Porsche 911 GT3-RS              | Y    | 291   |
| 22         | GT2       | 93  | Team Taisan Advan                                           | Kazuyuki Nishizawa Shinichi Yamaji Philip Collin        | Porsche 3.6L Flat-6             | Y    | 291   |
| 23 NÉ      | GT2       | 73  | Gordon Racing Team Ice Pol Racing Team                      | Yves-Emmanuel Lambert Christian Lefort Romain Ianetta   | Porsche 911 GT3-RSR             | D    | 282   |
| 23 NÉ      | GT2       | 73  | Gordon Racing Team Ice Pol Racing Team                      | Yves-Emmanuel Lambert Christian Lefort Romain Ianetta   | Porsche 3.8L Flat-6             | D    | 282   |
| 24 NÉ      | LMP1      | 2   | Zytek Engineering Team Essex Invest                         | John Nielsen Casper Elgaard Philip Andersen             | Zytek 06S                       | M    | 269   |
| 24 NÉ      | LMP1      | 2   | Zytek Engineering Team Essex Invest                         | John Nielsen Casper Elgaard Philip Andersen             | Zytek ZB408 4.0L V8             | M    | 269   |
| 25 NÉ      | LMP1      | 19  | Chamberlain-Synergy Motorsport                              | Bob Berridge Gareth Evans Peter Owen                    | Lola B06/10                     | D    | 267   |
| 25 NÉ      | LMP1      | 19  | Chamberlain-Synergy Motorsport                              | Bob Berridge Gareth Evans Peter Owen                    | AER P32T 3.6L Turbo V8          | D    | 267   |
| 26 NÉ      | LMP2      | 20  | Pierre Bruneau                                              | Marc Rostan Simon Pullan Chris MacAllister              | Pilbeam MP93                    | M    | 244   |
| 26 NÉ      | LMP2      | 20  | Pierre Bruneau                                              | Marc Rostan Simon Pullan Chris MacAllister              | Judd XV675 3.4L V8              | M    | 244   |
| 27 NÉ      | GT1       | 53  | JLOC Isao Noritake                                          | Marco Apicella Koji Yamanishi Yasutaka Hinoi            | Lamborghini Murcielago R-GT     | P    | 283   |
| 27 NÉ      | GT1       | 53  | JLOC Isao Noritake                                          | Marco Apicella Koji Yamanishi Yasutaka Hinoi            | Lamborghini L535 6.0L V12       | P    | 283   |
| 28 Kiesett | GT2       | 89  | Sebah Automotive Ltd.                                       | Christian Ried Xavier Pompidou Thorkild Thyrring        | Porsche 911 GT3-RSR             | D    | 256   |
| 28 Kiesett | GT2       | 89  | Sebah Automotive Ltd.                                       | Christian Ried Xavier Pompidou Thorkild Thyrring        | Porsche 3.6L Flat-6             | D    | 256   |
| 29 Kiesett | LMP1      | 9   | Creation Autosportif Ltd.                                   | Felipe Ortiz Giuseppe Gabbiani Jamie Campbell-Walter    | Creation CA06/H                 | M    | 240   |
| 29 Kiesett | LMP1      | 9   | Creation Autosportif Ltd.                                   | Felipe Ortiz Giuseppe Gabbiani Jamie Campbell-Walter    | Judd GV5 S2 5.0L V10            | M    | 240   |
| 30 Kiesett | GT1       | 50  | Larbre Compétition                                          | Patrick Bornhauser Jean-Luc Blanchemain Gabriele Gardel | Ferrari 550-GTS Maranello       | M    | 222   |
| 30 Kiesett | GT1       | 50  | Larbre Compétition                                          | Patrick Bornhauser Jean-Luc Blanchemain Gabriele Gardel | Ferrari F133 5.9L V12           | M    | 222   |
| 31 Kiesett | GT2       | 76  | IMSA Performance Matmut                                     | Raymond Narac Luca Riccitelli Romain Dumas              | Porsche 911 GT3-RSR             | M    | 211   |
| 31 Kiesett | GT2       | 76  | IMSA Performance Matmut                                     | Raymond Narac Luca Riccitelli Romain Dumas              | Porsche 3.8L Flat-6             | M    | 211   |
| 32 Kiesett | GT2       | 86  | Spyker Squadron b.v.                                        | Jeroen Bleekemolen Mike Hezemans Jonny Kane             | Spyker C8 Spyder GT2-R          | M    | 202   |
| 32 Kiesett | GT2       | 86  | Spyker Squadron b.v.                                        | Jeroen Bleekemolen Mike Hezemans Jonny Kane             | Audi 3.8L V8                    | M    | 202   |
| 33 Kiesett | GT1       | 67  | Convers MenX Team                                           | Alexei Vasiliev Robert Pergl Peter Kox                  | Ferrari 550-GTS Maranello       | M    | 196   |
| 33 Kiesett | GT1       | 67  | Convers MenX Team                                           | Alexei Vasiliev Robert Pergl Peter Kox                  | Ferrari F133 5.9L V12           | M    | 196   |
| 34 Kiesett | GT2       | 91  | T2M Motorsport                                              | Yutaka Yamagishi Jean-René de Fournoux Miro Konopka     | Porsche 911 GT3-RS              | D    | 196   |
| 34 Kiesett | GT2       | 91  | T2M Motorsport                                              | Yutaka Yamagishi Jean-René de Fournoux Miro Konopka     | Porsche 3.6L Flat-6             | D    | 196   |
| 35 Kiesett | LMP2      | 39  | Chamberlain-Synergy Motorsport ASM Team Racing for Portugal | Miguel Amaral Warren Hughes Miguel Ángel de Castro      | Lola B05/40                     | D    | 196   |
| 35 Kiesett | LMP2      | 39  | Chamberlain-Synergy Motorsport ASM Team Racing for Portugal | Miguel Amaral Warren Hughes Miguel Ángel de Castro      | AER P07 2.0L Turbo I4           | D    | 196   |
| 36 Kiesett | LMP1      | 6   | Lister Storm Racing                                         | Gavin Pickering Nicolas Kiesa Jens Møller               | Lister Storm LMP Hybrid         | D    | 192   |
| 36 Kiesett | LMP1      | 6   | Lister Storm Racing                                         | Gavin Pickering Nicolas Kiesa Jens Møller               | Chevrolet LS1 6.0L V8           | D    | 192   |
| 37 Kiesett | LMP1      | 14  | Racing for Holland                                          | Jan Lammers Alex Yoong Stefan Johansson                 | Dome S101Hb                     | D    | 182   |
| 37 Kiesett | LMP1      | 14  | Racing for Holland                                          | Jan Lammers Alex Yoong Stefan Johansson                 | Judd GV5 5.0L V10               | D    | 182   |
| 38 Kiesett | LMP1      | 12  | Courage Compétition                                         | Sam Hancock Alexander Frei Gregor Fisken                | Courage LC70                    | Y    | 171   |
| 38 Kiesett | LMP1      | 12  | Courage Compétition                                         | Sam Hancock Alexander Frei Gregor Fisken                | Mugen MF458S 4.5L V8            | Y    | 171   |
| 39 Kiesett | GT2       | 90  | White Lightning Racing Krohn Racing                         | Jörg Bergmeister Nic Jönsson Tracy Krohn                | Porsche 911 GT3-RSR             | M    | 148   |
| 39 Kiesett | GT2       | 90  | White Lightning Racing Krohn Racing                         | Jörg Bergmeister Nic Jönsson Tracy Krohn                | Porsche 3.6L Flat-6             | M    | 148   |
| 40 Kiesett | LMP2      | 30  | Gerard Welter                                               | Patrice Roussel Frédéric Hauchard Julien Briché         | WR LMP04                        | P    | 134   |
| 40 Kiesett | LMP2      | 30  | Gerard Welter                                               | Patrice Roussel Frédéric Hauchard Julien Briché         | Peugeot 2.0L Turbo I4           | P    | 134   |
| 41 Kiesett | LMP1      | 5   | Swiss Spirit                                                | Harold Primat Marcel Fässler Philipp Peter              | Courage LC70                    | M    | 132   |
| 41 Kiesett | LMP1      | 5   | Swiss Spirit                                                | Harold Primat Marcel Fässler Philipp Peter              | Judd GV5 S2 5.0L V10            | M    | 132   |
| 42 Kiesett | GT1       | 61  | Russian Age Racing Cirtek Motorsport                        | Tim Sugden Nigel Smith Christian Vann                   | Ferrari 550-GTS Maranello       | M    | 124   |
| 42 Kiesett | GT1       | 61  | Russian Age Racing Cirtek Motorsport                        | Tim Sugden Nigel Smith Christian Vann                   | Ferrari F133 5.9L V12           | M    | 124   |
| 43 Kiesett | GT2       | 98  | Noël del Bello Racing                                       | Adam Sharpe Patrick Bourdais Tom Cloet                  | Porsche 911 GT3-RSR             | M    | 115   |
| 43 Kiesett | GT2       | 98  | Noël del Bello Racing                                       | Adam Sharpe Patrick Bourdais Tom Cloet                  | Porsche 3.6L Flat-6             | M    | 115   |
| 44 Kiesett | LMP2      | 36  | Paul Belmondo Racing                                        | Claude-Yves Gosselin Karim A. Ojjeh Pierre Ragues       | Courage C65                     | M    | 84    |
| 44 Kiesett | LMP2      | 36  | Paul Belmondo Racing                                        | Claude-Yves Gosselin Karim A. Ojjeh Pierre Ragues       | Ford (Mecachrome) 3.4L V8       | M    | 84    |
| 45 Kiesett | LMP2      | 37  | Paul Belmondo Racing                                        | Patrice Roussel Didier André Yann Clairay               | Courage C65                     | M    | 48    |
| 45 Kiesett | LMP2      | 37  | Paul Belmondo Racing                                        | Patrice Roussel Didier André Yann Clairay               | Ford (Mecachrome) 3.4L V8       | M    | 48    |
| 46 Kiesett | LMP2      | 35  | G-Force Racing                                              | Franck Hahn Jean-François Leroch Ed Morris              | Courage C65                     | D    | 47    |
| 46 Kiesett | LMP2      | 35  | G-Force Racing                                              | Franck Hahn Jean-François Leroch Ed Morris              | Judd XV675 3.4L V8              | D    | 47    |
| 47 Kiesett | GT2       | 85  | Spyker Squadron b.v.                                        | Donny Crevels Peter Dumbreck Tom Coronel                | Spyker C8 Spyder GT2-R          | M    | 40    |
| 47 Kiesett | GT2       | 85  | Spyker Squadron b.v.                                        | Donny Crevels Peter Dumbreck Tom Coronel                | Audi 3.8L V8                    | M    | 40    |
| 48 Kiesett | LMP1      | 13  | Courage Compétition                                         | Nakanó Sindzsi Jean-Marc Gounon Haruki Kurosawa         | Courage LC70                    | Y    | 35    |
| 48 Kiesett | LMP1      | 13  | Courage Compétition                                         | Nakanó Sindzsi Jean-Marc Gounon Haruki Kurosawa         | Mugen MF458S 4.5L V8            | Y    | 35    |
| 49 Kiesett | GT2       | 77  | Multimatic Motorsport Team Panoz                            | Gunnar Jeannette Scott Maxwell Tom Milner               | Panoz Esperante GT-LM           | P    | 34    |
| 49 Kiesett | GT2       | 77  | Multimatic Motorsport Team Panoz                            | Gunnar Jeannette Scott Maxwell Tom Milner               | Ford (Élan) 5.0L V8             | P    | 34    |
| 50 Kiesett | GT1       | 69  | BMS Scuderia Italia                                         | Fabrizio Gollin Fabio Babini Christian Pescatori        | Aston Martin DBR9               | P    | 3     |
| 50 Kiesett | GT1       | 69  | BMS Scuderia Italia                                         | Fabrizio Gollin Fabio Babini Christian Pescatori        | Aston Martin 6.0L V12           | P    | 3     |